# Hope Lange
Hope Elise Ross Lange (født 28. november 1933, død 19. december 2003) var en amerikansk skuespiller og model.
Hun lavede scenedebut på Broadway som tolv-årige i Patriots. Hun spillede derefter med forskellige teatersensembler, før hun lavede en bemærkelsesværdig filmdebut i rollen som Emma i Bus Stop i 1956. Det følgende år blev hun nomineret til en Oscar for bedste kvindelige birolle for præstation i Når man er ung.
Hun udviklede sig til en behagelig og talentfuld komiker og spillede en masse tv-film.

## Privatliv
I årene 1956-1961 var hun gift med skuespilleren Don Murray.